# Dieter Sellner
Dieter Sellner (* 11. Januar 1935 in Wuppertal) ist ein deutscher Rechtsanwalt und Fachanwalt für Verwaltungsrecht.

## Werdegang
Nach dem Studium der Rechtswissenschaft in Köln, München und Bonn und dem Ersten Staatsexamen 1959 wurde Dieter Sellner 1961 mit einer Dissertation über ein Thema der Strafrechtsgeschichte promoviert. Seine wissenschaftlichen Lehrer waren Hellmuth von Weber, Bonn und Karl Siegfried Bader, Zürich; bei von Weber war Sellner während der Referendarzeit wissenschaftlicher Mitarbeiter. Nach dem Zweiten Staatsexamen 1963 begann Dieter Sellner seine berufliche Laufbahn als Justitiar der Vereinigte Glanzstoff-Fabriken AG (später AkzoNobel) in Wuppertal. In den folgenden fünf Jahren beriet er das Unternehmen vor allem im Vertragsrecht und Kartellrecht. Seine Tätigkeit war mit zahlreichen Auslandsaufenthalten in Europa sowie dem Nahen und Mittleren Osten verbunden.
Mitte 1968 trat Dieter Sellner in die Kanzlei der Rechtsanwälte Dahs – Redeker – Schön in Bonn ein. Er spezialisierte sich auf Verwaltungs- und Verfassungsrecht. In der Sozietät, heute „Redeker Sellner Dahs“, war er damals der fünfte Rechtsanwalt; inzwischen umfasst die Kanzlei über 150 Berufsträger und verfügt über Standorte in Bonn, Berlin, Leipzig, London, München und Brüssel.
Ein gemeinsam mit Konrad Redeker bis zum Bundesverfassungsgericht geführtes Verfahren ergab die verfassungsrechtliche Bestätigung der Fachanwaltschaft, deren Wiedereinführung bis dahin auch in der Anwaltschaft umstritten war. Die entsprechende Qualifikation wurde Dieter Sellner 1987 von der Kammer verliehen.
Bekannt ist Sellner vor allem durch Verfahren im Verfassungs- und Umweltrecht – hier insbesondere im Atom-, Immissionsschutz- und Bergrecht. Sellner vertrat den Bundesrat im sogenannten ersten NPD-Verbotsverfahren vor dem Bundesverfassungsgericht und war in zahlreichen Vereinsverbotsverfahren für die Bundesrepublik Deutschland tätig (z. B. Hells Angels, Wehrsportgruppe Hoffmann); im Berg- und Immissionsschutzrecht betreffen seine Mandate vor allem Tagebaue und Kraftwerke in Nordrhein-Westfalen. Im Atomrecht, das seit 1976 aktuell war, ging es anfangs vor allem um die zentrale rechtsdogmatische Frage, in welchem Umfang und welcher Tiefe die Verwaltungsgerichte die Fragen der Sicherheit der Kernenergie zu prüfen haben. Diese Thematik bearbeitete Sellner auch fachliterarisch. In Nordrhein-Westfalen, Rheinland-Pfalz und Baden-Württemberg war Sellner u. a. in der Auseinandersetzung um die Gebietsreform tätig. Die Stadt Wesseling, die nach Köln eingemeindet worden war, erhielt in einem von Sellner betreuten verfassungsgerichtlichen Verfahren vor dem Verfassungsgerichtshof in Münster ihre Selbständigkeit zurück.
Sellner war von 1992 bis 1997 Mitglied der Unabhängigen Sachverständigenkommission beim Bundesministerium für Umwelt, Naturschutz und Reaktorsicherheit, die 1997 den Entwurf eines Umweltgesetzbuchs vorlegte.
In den Jahren 1988 bis 2009 war Sellner Mitherausgeber der Neuen Zeitschrift für Verwaltungsrecht. Mitglied des Vorstandes der Gesellschaft für Umweltrecht, die er 1977 mit gegründet hatte, war Sellner von 1977 bis 1997.
Seit 1999 ist Sellner im Berliner Büro der Kanzlei Redeker Sellner Dahs tätig.

## Verbandstätigkeit
Sellner war von 1978 bis 2014 Vorsitzender des Umweltrechtsausschusses des Deutschen Anwaltsvereins (DAV) und bis 1997 im Vorstand der Arbeitsgemeinschaft für Verwaltungsrecht im DAV in Nordrhein-Westfalen.
Sellners Verbundenheit mit der Musik kam in einer sechsjährigen Tätigkeit als Vorstand der Bonner Bachgemeinschaft zum Ausdruck.

## Verfahren (Auszug)
- Atomrechtliche Auseinandersetzungen
  - Schneller Brüter in Kalkar
  - Kernkraftwerk Brokdorf
  - Forschungsreaktoren Berlin und Garching
  - Endlager Morsleben
  - Castor-Transporte
- Bergrechtliche Auseinandersetzungen
  - Tagebau Garzweiler
- Immissionsschutzrechtliche Auseinandersetzungen
  - Kohlekraftwerk Voerde
- Verfahren vor dem EuGH
  - mehrere Vertragsverletzungsverfahren, unter anderem zur Umsetzung von abfallrechtlichen und immissionsschutzrechtlichen Richtlinien (für Bundesregierung)
  - Verfahren um Steinkohle-Beihilfen
- Flughafenrechtliche Auseinandersetzungen
  - Flughafen Frankfurt/Main (Konflikt neue Landebahn/Chemiewerk)
- Vereinsverbotsverfahren
  - Wehrsportgruppe Hoffmann
  - Hells Angels
- Auseinandersetzungen um die Entschädigung für Zwangsarbeiter
- NPD-Verbotsverfahren
- Auseinandersetzung um das Dosenpfand
- Auseinandersetzung über die Beobachtung von Scientology

## Publikationen
Sellner veröffentlichte Aufsätze in Fachzeitschriften und Festschriften, Urteilsbesprechungen sowie Rezensionen von Fachbüchern. 1978 erschien die erste Auflage seines umweltrechtlichen Buches „Immissionsschutzrecht und Industrieanlagen“, das inzwischen in dritter Auflage mit Olaf Reidt und Martin J. Ohms erschienen ist. Im Immissionsschutzrecht war er Mitarbeiter im Großkommentar Landmann/Rohmer zum Umweltrecht. Die wissenschaftliche Tätigkeit wurde von Sellner ergänzt durch Vorträge bei rechtswissenschaftlichen Kongressen, die veröffentlicht sind.
- Dieter Sellner: Auf dem Weg zum Umweltgesetzbuch. In: Dokumentation zur 31. wissenschaftlichen Fachtagung der Gesellschaft für Umweltrecht e. V. E. Schmidt, Berlin 2008, S. 35 ff.
- Dieter Sellner: Strommengenübertragung nach § 7 Abs. 1b AtG. In: Forum Energierecht. 13. Deutsches Atomrechtssymposium. Nr. 14. Nomos, Berlin 2008, S. 197.
- Dieter Sellner: Technischer Fortschritt und technisches Risiko im Lichte der Rechtsprechung. In: 7. Deutsches Atomrechtssymposium. 1983.
- Dieter Sellner: Vortrag: Die Bewertung technischer Risiken bei der Rechtsanwendung. In: Risikoschnittstelle zwischen Recht und Technik VDE/VDI‐Tagung 1982 in Seeheim. VDE-Verlag, Düsseldorf 1982.
- Dieter Sellner: Abfall als Wirtschaftsgut – zur rechtlichen Problematik des Abfallbegriffs. In: Gesellschaft für Umweltrecht (Hrsg.): Dokumentation zur 4. wissenschaftlichen Fachtagung der Gesellschaft für Umweltrecht e. V. E. Schmidt, Berlin 1980, S. 63 ff.
- Dieter Sellner: Der Funktionsvorbehalt der Exekutive in der neuesten Rechtsprechung des Bundesverwaltungsgerichts. In: Forum Energierecht. 14. Deutsches Atomrechtssymposium. Nr. 19. Nomos, Berlin 2013, S. 140 ff.

## Ehrungen
- 1977 Ehrenring der Stadt Wesseling anlässlich des Erfolgs vor dem Verfassungsgerichtshof Nordrhein-Westfalen[7]
- 2010 Hans-Dahs-Plakette des Deutschen Anwaltsvereins[8]